# Byronosaurus
Byronosaurus là một chi khủng long đã tuyệt chủng, được Norell Makovicky & J. Clark mô tả khoa học năm 2000.